# 모리구치시
모리구치시(일본어: 守口市)는 일본 오사카부 북동부에 있는 시이다. 오사카시의 주택 지역을 형성하는 위성 도시이다.
산요 전기의 본사가 창업한 곳이고 인접하는 가도마시에 파나소닉(옛 마쓰시타 전기 산업)의 본사가 있으며 모리구치시 마쓰시타정에는 파나소닉 주식회사 에너지사(구 마쓰시타 전지 공업)의 본사가 있어서 전기의 거리라는 인상이 강하다. 또 서일본 최초의 커뮤니티 FM 방송국인 FM 모리구치(통칭 FM HANAKO)가 있다.
2005년에 인접하는 가도마시와 합병을 협의해 새로운 명칭을 "모리구치가도마시"로 결정했지만 2004년 9월에 행해진 주민투표에서 합병 반대가 전체의 약 87%를 차지해 사실상 합병은 무산되었다.

## 지리
오사카시 북동부에 위치하고 북쪽은 요도강과 접한다. 가도마시를 둘러싸는 형태라 면적은 작은 편이다. 원래 저습지대가 많아 연근밭이 많았다. 화박 기념 공원 쓰루미 녹지의 서쪽 부분이 모리구치시이다. 또 파나소닉의 등기상 본사 소재지는 가도마로 되어 있지만 본사 사무소는 국도 1호선을 따라 모리구치시에 입지한다.

### 인접하는 자지체
- 오사카시(아사히구, 쓰루미구, 히가시요도가와구)
- 가도마시
- 네야가와시
- 셋쓰시

## 역사
- 1889년 4월 1일 - 정촌제 시행으로 맛타군 모리구치정, 미사토촌, 니와쿠보촌이 성립하였다.
- 1896년 4월 1일 - 기타카와치군이 성립하였다.
- 1936년 12월 1일 - 미사토촌이 정으로 승격해 기타카와치군 산고정이 되었다.
- 1946년 11월 1일 - 모리구치정과 산고정이 합병해 시로 승격하면서 오사카부의 11번째 시인 모리구치시가 탄생하였다.
- 1948년 4월 1일 - 니와쿠보촌이 정으로 승격해 기타카와치군 니와쿠보정이 되었다.
- 1957년 4월 1일 - 기타카와치군 니와쿠보정을 편입해 현재의 시역이 되었다.

## 교통

### 철도
- 게이한 전기 철도
  - 본선

- 오사카 메트로
  - 다니마치선
  - 이마자토스지선

- 오사카 고속철도
  - 오사카 모노레일 본선

### 도로
- 긴키 자동차도
- 한신 고속도로
- 국도 제1호선
- 국도 제163호선(일본어판)
- 국도 제479호선

## 인구
| 연도 | 인구      | ±% |
| ---- | --------- | -- |
| 1970 | 184,466명 | —  |
| 1975 | 178,383명 | —  |
| 1980 | 165,630명 | —  |
| 1985 | 159,400명 | —  |
| 1990 | 157,372명 | —  |
| 1995 | 157,306명 | —  |
| 2000 | 152,298명 | —  |
| 2005 | 147,465명 | —  |
| 2010 | 146,697명 | —  |
| 2015 | 143,042명 | —  |
| 2020 | 143,096명 | —  |

## 자매 도시・제휴 도시
- 일본 고치현 도요정
- 일본 시가현 다카시마시
- 일본 와카야마현 가쓰라기정
- 캐나다 브리티시컬럼비아주 뉴웨스트민스터
- 중화인민공화국 광둥성 중산시